# Davide Bottone
Davide Bottone (n. 11 aprilie 1986, Biella, Italia) este un fotbalist italian care evoluează la echipa italiană Torino FC. În sezonul 2009-2010 a jucat sub formă de împrumut la CFR Cluj.

## Carieră
A debutat pentru CFR 1907 Cluj în Liga I pe 17 martie 2010 într-un meci terminat la egalitate împotriva echipei Gaz Metan Mediaș.

## Titluri
| Sezon   | Club          | Titlu  |
| ------- | ------------- | ------ |
| 2009-10 | CFR 1907 Cluj | Liga I |